# 華信金融投資
香港華信金融投資有限公司，簡稱香港華信金融投資，以及華信金融投資（英語：CEFC Hong Kong Financial Investment Company Limited，港交所：1520），在2001年，由台灣商人田曉勃（董事長）和外國商人Farzad	GOZASHTI，於香港（總部）成立「時尚環球有限公司」，前身為「時尚環球控股有限公司」。
該公司業務在全球經營主要生產及銷售成衣。
股份在2013年12月3日於港交所創業板上市，當時代碼為8309.HK。配售股份價格為0.35港元，配售股份為1.5億股，而集資額為35,732,000港元，不過根據配發結果資料，這個股份僅是配發給124名專業、機構及其他投資者。其後在2015年6月1日轉在主板上市，並申請發行6億股。

## 連結
- runwayglobal.com （页面存档备份，存于）
- cefcfi.com.hk （页面存档备份，存于）